# Rendez-vous (film)
Rendez-vous (originaltitel: Une rencontre) är en fransk romantisk dramafilm från 2014. Filmen är skriven och regisserad av Lisa Azuelos och har Sophie Marceau och François Cluzet i huvudrollerna.